# Bathygnathia japonica
Bathygnathia japonica là một loài chân đều trong họ Gnathiidae. Loài này được miêu tả khoa học năm bởi Shimomura,M., Ohta, S. & Tanaka, K. 2008.